# Munkásélet (hetilap, 1926–1931)
Munkásélet a Romániai Egységes Szövetségek és Szakszervezetek magyar nyelvű hetilapja. A Bukarestben 1923-tól megjelent Munkás folytatásaként indult, 1926-os és 1927-es évfolyamait felelős szerkesztőként Imre Aladár, majd az 1931-es betiltásig Encsel Mór jegyezte. A lap munkatársai Ábrahám Bernát, Fóris István. 1929-től a baloldali Egységes Szakszervezetek lapja, élesen szemben állt nemcsak a Iuliu Maniu vezette kormányzattal, hanem a szociáldemokráciával is. Történelmi dokumentum a Munkásélet állásfoglalása a temesvári tömegperrel, majd a lupényi bányászok sztrájkjának véres leverésével kapcsolatban. A lap közölte Al. Dobrogeanu-Gherea tiltakozó táviratát a munkáshalottak hozzátartozói számára gyűjtött segélypénz elkobzása ellen (1929. december 9.). 1931-ben betiltották.